# パク・チビン
パク・チビン（박지빈、1995年3月14日 - ）は、韓国の元子役、俳優。

## 出演

### テレビドラマ
- 完全なる愛（2003年、SBS） - パク・ジュンソ 役
- アンニョン、フランチェスカ（2005年-2006年、MBC） - パク・チビン 役
- 黄金のリンゴ（2005年、KBS） - キョンミン（少年時代）役
- 私の男の女（2007年、SBS） - ホン・ギョンミン 役
- イ・サン（2007年、MBC） - イ・サン / 正祖（チョンジョ）（少年時代）役
- 千秋太后（2009年、KBS） - モクチョン（少年時代）役
- 善徳女王（2009年、MBC） - ピダム（毗曇）（少年時代） 役
- 花より男子〜Boys Over Flowers（2009年、KBS） - クム・ガンサン 役
- 星をとって（2010年、SBS） - チン・ジュファン 役
- メイクイーン（2012年、MBC） - カン・サン（少年時代）役
- 怪しい家政婦（2013年、SBS） - シン・ウジェ 役
- お金の化身（2013年、SBS） - イ・ガンソク（少年時代）役
- バッドパパ（2018年、MBC） - チョン・チャンジュン 役
- ビッグイシュー（2019年、SBS） - ペク・ウノ 役
- 調査官ク・ギョンイ（2021年、JTBC） - ホ・ヒョンテ 役
- 最愛の敵〜王たる宿命〜（2022年、KBS2） - イ・テ（少年時代）役（特別出演）
- 殺人者の買い物リスト（2022年、tvN） - センソン 役
- ブラインド（2022年、tvN） - チョン・インソン 役

### 映画
- ファミリー A Family（2004年） - イ・ジョンファン 役
- 奇跡の夏（2005年） - 主演：チャン・ハニ 役
- 青春漫画〜僕らの恋愛シナリオ〜（2006年） - ジファン（少年期） 役
- アイスケーキ（2006年） - 主演：ヨンレ 役
- 鯨を探す自転車（2010年） - 主演：ウンチョル 役
- 天国の子どもたち（2012年） - 主演：チョンフン 役
- また、春（2019年） - ジュンホ 役

#### 吹き替え
- キリクと魔女24つのちっちゃな大冒険（2006年）
- シャーロットのおくりもの（2007年）
- ノクターナ（2009年）

## 受賞歴
- 2003 SBS演技大賞 子役賞
- 2005 KBS演技大賞 男子青年少年演技賞
- 2005 第1回 ニューモントリオール映画祭 主演男優賞
- 2007年 MBC演技大賞 子役賞